# 内部オールト雲

オールトの雲、内部オールト雲、エッジワース・カイパーベルトの想像図

内部オールト雲（ないぶオールトうん、英: Inner Oort cloud、英: Inner cloud）は、オールトの雲の内側にあると想定される、理論上の星周円盤である。提唱者であるジャック・G・ヒルズの名前からヒルズの雲（Hills cloud）と呼ばれることもある。円盤の外縁は、太陽から20,000 - 30,000天文単位 (au) 付近、内縁は、あまり明確ではないが、惑星やエッジワース・カイパーベルト天体の軌道をはるかに超えた 250 - 1500 auの付近にあると想定されているが、さらに遠くにある可能性もある。
内部オールト雲仮説は、オールトの雲仮説の抱える矛盾を説明するために提唱された。オールトの雲にある彗星は、天の川銀河や太陽系近傍の恒星などの重力的な影響を受けて、絶えず摂動されている。そのため、無視できないほどの数の彗星が太陽系を離脱したり、内部太陽系に入り込んで蒸発したり、太陽や木星型惑星に落下したりしており、太陽系誕生時に生まれたオールトの雲は、はるか昔に枯渇していたはずである。しかしながら、今でも十分な数の彗星がオールトの雲に存在するとされており、どこかに彗星の供給源となるものが必要となる。
内部オールト雲仮説では、このオールトの雲の持続性問題を解決するために、より天体の数が多い「内部オールト雲」の存在を仮定する。内部オールト雲から放出された天体がオールトの雲の領域にたどり着くことで、オールトの雲が維持される。内部オールト雲には、太陽系内で最も多くの彗星が集中して存在していると考えられており、もし本当に内部オールト雲が存在するならば、オールトの雲の約5倍の数の彗星が存在するものと考えられている。
近年、彗星や小惑星など内部オールト雲由来と考えられる候補天体が複数発見されており、内部オールト雲の存在を支持するものとなっている。本当に内部オールト雲が存在するならば、その密度はオールトの雲よりも高いはずである。太陽系近傍の恒星の重力相互作用や天の川銀河の潮汐作用の影響を受けて、オールトの雲の彗星は円軌道を描いているが、内部オールト雲の彗星はそうではない可能性がある。内部オールト雲の総質量は不明であるが、外側のオールトの雲の何倍もの質量があると考える研究者もいる。

## 歴史

### オリジナルの「オールトの雲」のモデル

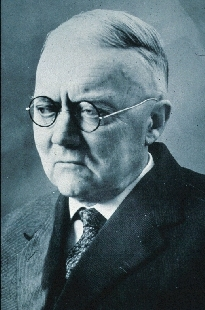
エルンスト・エピック

1932年から1981年の間、天文学者たちは、エッジワース・カイパーベルトと、エルンスト・エピックとヤン・オールトが提唱したオールトの雲が、太陽系の彗星の唯一の貯蔵庫であると信じていた。
1932年、エストニアの天文学者エルンスト・エピックは、彗星が太陽系外縁部を周回する雲に由来しているという仮説を立てた。1950年、オランダの天文学者ヤン・オールトは、エピックとは独立にこのアイディアを提唱した。また、「彗星は太陽系内部を数回通過した後に破壊されるため、太陽系の始まりから数十億年前から存在していたとしても、今はもう観測できないはずである」という明らかな矛盾も説明した。。
オールトは、1850年から1952年の間に最もよく観測された46個の彗星を研究対象として選んだ。軌道長半径の逆数の分布は、太陽から40,000 - 150,000 au（約0.6 - 2.4 光年）の距離に彗星の貯留層が存在することを示唆するような最大頻度を示した。この貯留層は、太陽の作用圏の限界に位置しており、恒星の擾乱を受けて、雲の彗星は外に追い出されたり、逆に内に押し込まれたりする可能性がある。

### 新しいモデル

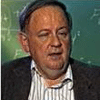
内部オールト雲を最初に提唱した天文学者ジャック・G・ヒルズ

1980年代、オールトの雲には、太陽から約3,000 auから始まり、20,000 auの古典的な雲まで続く内部セクションがある可能性が示唆された。内部オールト雲の天体数は約20兆個とする試算が多いが、その10倍以上の数に上る可能性もある。
内部オールト雲の主なモデルは、1981年に、この領域の名の由来となったロスアラモス研究所の天文学者ジャック・G・ヒルズによって提唱された。彼は、太陽系近くの星の通過が「彗星の雨」を引き起こし、地球上に大量絶滅をもたらした可能性を算出した。
ヒルズの研究によると、ほとんどの長周期彗星の軌道が10,000 auの軌道長半径を持ち、オールトの雲の距離として提唱されているものよりはるかに太陽に近いことを示唆されていた。さらに、周囲の星や銀河潮汐の影響を受けて、オールトの雲の彗星は太陽に近づくか、太陽系の外に送られるはずである。ヒルズはこれらの問題を解決するために、外側のハローの数十倍から数百倍の数の彗星核を持つ内側の雲の存在を提唱した。これは、希薄な外部の雲に新たな彗星の供給源と成り得る。
翌年、他の天文学者が内部オールト雲を探し、長周期彗星を研究した。1982年にはシドニー・ヴァン・デン・バーグが、1983年にはマーク・E・ベイリーが、それぞれ内部オールト雲の構造を提案した。1986年にベイリーは、太陽系の彗星の大半はオールトの雲の領域ではなく、もっと近くの内部オールト雲の中にあり、軌道長半径5,000 auの軌道を描いていると述べた。Victor ClubeとBill Napierの1987年の研究、およびR.B.Stothersの1988年の研究によって、研究はさらに拡張された。
しかし、内部オールト雲が大きな関心を集めたのは、科学者たちがヒルズの理論を再考した1991年になってからであった。

## 特徴

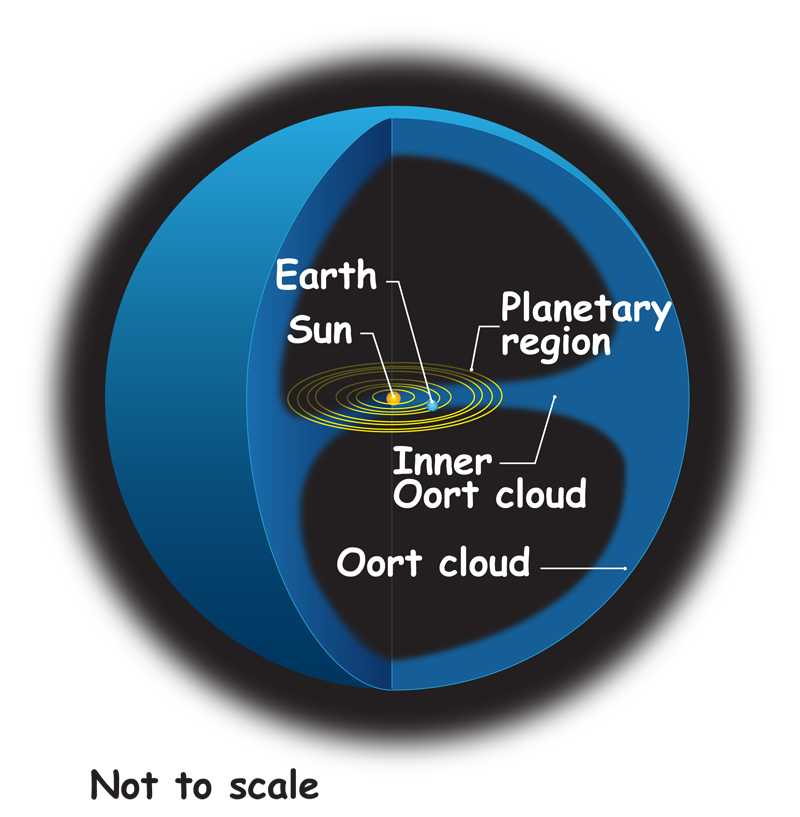
内外のオールトの雲

### 構造と構成
オールトの雲の彗星は、周囲の環境や遠方の天体から常に影響をうけて、かなりの数の彗星が太陽系から離脱したり、太陽に大きく近づいたりしている。そのため、オールトの雲はとうの昔に崩壊しているはずなのだが、未だにそのままの状態で残っている。内部オールト雲の存在はその説明になる可能性がある。ジャック・G・ヒルズを始めとする研究者は、内部オールト雲によってオールトの雲に彗星を補充することができると提唱している。
また、内部オールト雲は、太陽系内で最も多くの彗星が集まっている場所であるとも考えられている。内部オールト雲は、オールト雲よりもはるかに密度が高いはずである。存在するとすれば、その大きさは5,000 - 20,000 auの間である。これに対して、オールトの雲の大きさは20,000〜50,000 auである。
内部オールト雲の質量は明らかにされていない。オールトの雲の5倍の質量があると考える研究者もいる。マーク・E・ベイリーは、天体の大部分が10,000 auに位置している場合、内部オールト雲の質量は約13.8地球質量であると推定している。
彗星の分析が内部オールト雲全体を代表しているとすれば、内部オールト雲の天体の大部分は、水、メタン、エタン、一酸化炭素、シアン化水素などの様々な氷で構成されている。しかし、長周期彗星の典型的な軌道上にある小惑星1996 PWが発見されたことで、内部オールト雲には岩石質の天体も含まれている可能性も示唆されている。
オールトの雲の系列の彗星と木星族彗星の炭素分析と窒素の同位体比の調べた結果、両者は明らかに離れた場所にあるにもかかわらず、ほとんど差がないことがわかった。このことは、いずれの彗星も原始惑星系円盤由来の天体であることを示唆している。この結論は、彗星雲の大きさの研究や、NASAの探査機ディープ・インパクトによるテンペル第1彗星の衝突研究によっても支持されている。

### 形成
多くの科学者は、太陽系が誕生してから8億年以内に、太陽と他の恒星が800 auの距離まで接近遭遇したことから内部オールト雲が形成されたと考えている。このことは、木星や海王星の影響も受けず、潮汐の影響も受けないはずの小惑星セドナの離心率の大きな軌道を説明することができる。その場合、内部オールト雲はオールトの雲よりも「若い」可能性がある。

## 内部オールト雲の候補天体
| 名前                | 直径 (km)   | 近日点 (au) | 遠日点 (au) | 発見年 |
| ------------------- | ----------- | ----------- | ----------- | ------ |
| 2012 VP113          | 315 - 640   | 80.5        | 445         | 2012年 |
| (90377) セドナ      | 995 - 1,060 | 76.1        | 935         | 2003年 |
| (87269) 2000 OO67   | 28 - 87     | 20.8        | 1,014.2     | 2000年 |
| (308933) 2006 SQ372 | 50 - 100    | 24.17       | 2,005.38    | 2006年 |

内部オールト雲の天体は、主に水の氷、メタン、アンモニアなどで構成されている。百武彗星のような長周期彗星の多くは、この内部オールト雲由来の彗星ではないかと考えられている。
マイケル・ブラウンらのグループは、セドナの発見を発表した論文の中で、「最初のオールトの雲の天体を観測した」と主張している。彼らは、エリスのような散乱円盤天体とは異なり、セドナの近日点（76 au）は、海王星の重力の影響がその進化に役割を果たすには遠すぎるとした。著者らは、セドナを「内部オールト雲天体」と見なし、エッジワース・カイパーベルトと雲の球形部分の間に配置されたディスクに配置された。しかし、セドナは内部オールト雲内の天体として予想される以上に太陽に近く、軌道傾斜角は惑星やエッジワース・カイパーベルトに近い。
かなりの謎に包まれた(528219) 2008 KV42は逆行軌道を取っており、内部オールト雲またはオールトの雲に由来する可能性もある。ダモクレス族についても同様で、このカテゴリーの名前の由来となった小惑星ダモクレスのように、その起源が疑われている。

### 彗星

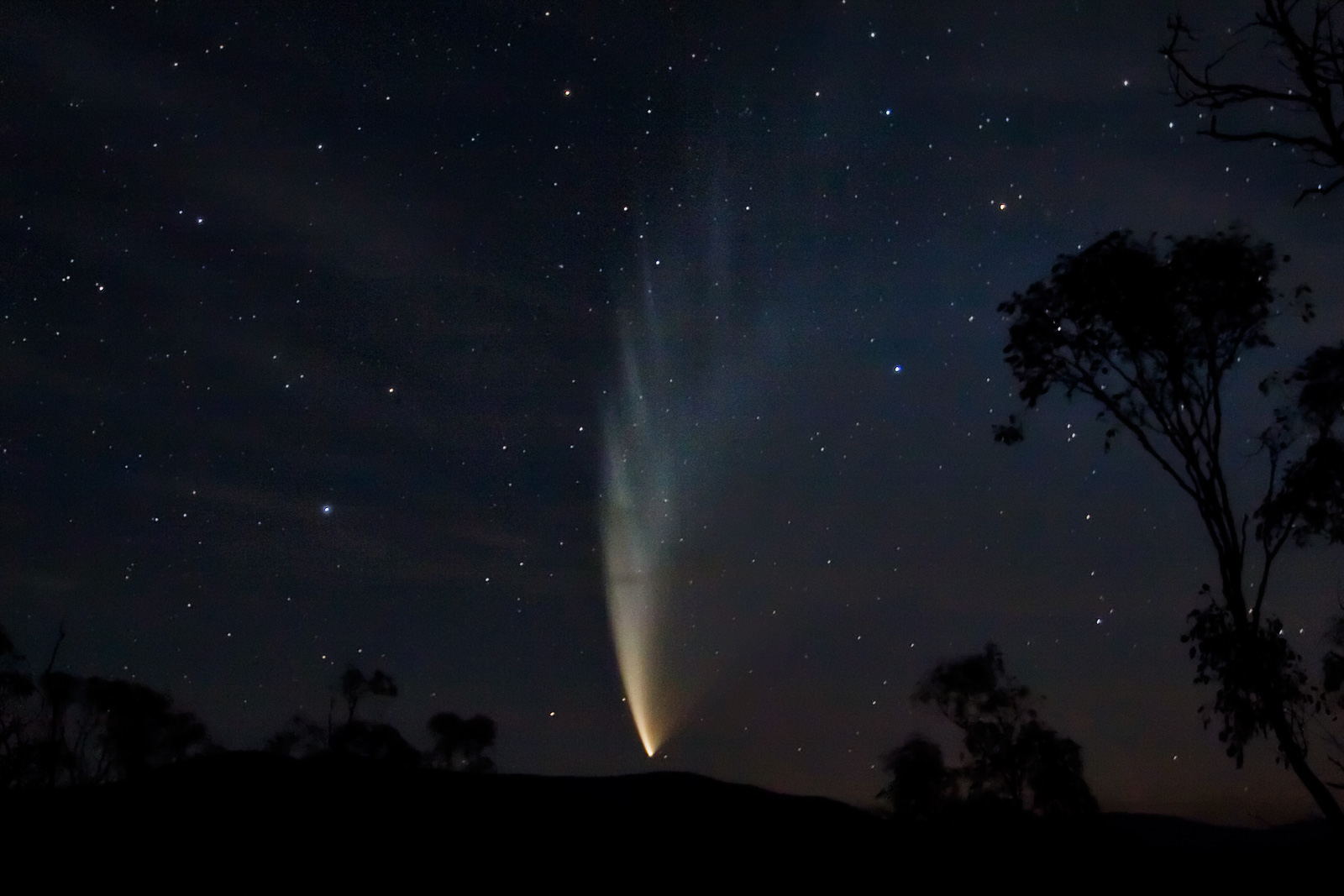
2007年1月23日撮影されたマックノート彗星。

いくつかの彗星は、内部オールト雲から来ているのではないかと考えられている。特に、遠日点距離が1,000 auより大きく10,000 au未満の彗星、すなわちカイパーベルトよりも遠くオールトの雲よりも近い領域から来る彗星に着目している。
有名な彗星の中には、大変遠くまで到達するものがあり、内部オールト雲天体の候補となっている。例えば、2007年にオーストラリアの天文学者テリー・ラヴジョイが発見したラヴジョイ彗星の遠日点距離は2,660 auに達する。1996年にアマチュア天文学者百武裕司が発見した百武彗星は、4,500 au以上、2004年にアマチュア天文学者ドナルド・マックホルツが発見したマックホルツ彗星の遠日点距離は、4,800 auに達する。

### セドナ

セドナの軌道（赤）と内部オールト雲（青）のアニメーション。ループの最後の瞬間に青く表示されているのが内部オールト雲。

セドナは、2003年11月14日にマイケル・ブラウン、チャドウィック・トルヒージョ、デイヴィッド・ラビノウィッツによって発見された太陽系小天体である。分光観測の結果、その表面組成は他の太陽系外縁天体と似ていることがわかった。主に水の氷、メタン、窒素の混合物にソリンが混ざったもので、太陽系で最も表面が最も赤みがかって見える天体の一つである。

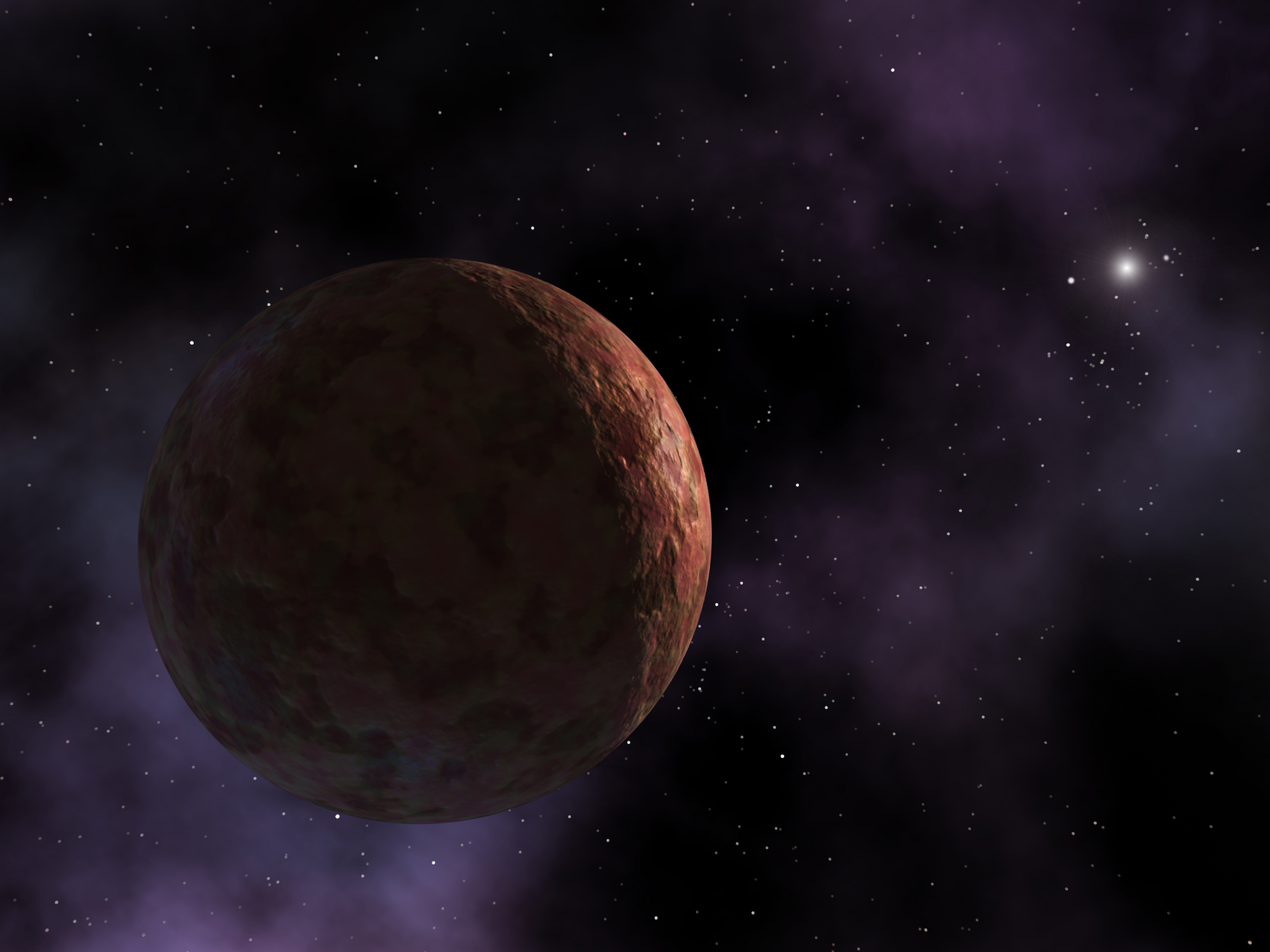
セドナのイメージ図

内部オールト雲の定義によっては、セドナが内部オールト雲天体で初めて検出された天体になる可能性がある。しかしながら、セドナは内部オールト雲の想定距離よりもはるかに近い。太陽から約130億km（約90 au）の距離で発見されたセドナは、公転周期約10,900年の楕円軌道を描き、最接近時には近日点が太陽から約76 auとなり、遠日点では906 auまで太陽から離れる。また、セドナはその軌道が50 auのエッジワース・カイパーベルトの領域に至らないため、エッジワース・カイパーベルト天体とは見なされない。また海王星とも軌道共鳴していない。これらのことから「分離天体 (detached object)」として分類されている。

### 2012 VP113
太陽系外縁天体2012 VP113は、近日点が海王星から大きく離れたセドナと似た軌道を持つ。その軌道は、太陽からおよそ80 - 448 auの間にある。